# Couplage de deux oscillateurs mécaniques
Pour les articles homonymes, voir Couplage de deux oscillateurs.
Soient deux pendules simples identiques oscillant dans le même plan, avec la même pulsation telle que :
{\displaystyle \omega _{0}^{2}=g/l} (formule dite des petites oscillations)

## Couplage des deux pendules
Placer un ressort de longueur au repos égal à la distance M1M2 = a, entre les pendules immobiles. Ce faisant, on couple les 2 oscillateurs et les deux degrés de liberté x1 et x2 du mouvement de chaque pendule seront couplés par le ressort de raideur k.

## Symétrie
La symétrie du problème fait apparaître deux régimes : 
- l'un symétrique: x1 = x2 : le ressort ne joue aucun rôle et la pulsation reste inchangée.
- l'autre antisymétrique x1 = - x2 : le point milieu du ressort reste immobile. On se retrouve avec deux oscillateurs non couplés avec rappel par un ressort de raideur 2k. La pulsation est telle que:
  - {\displaystyle \omega _{u}^{2}={\frac {g}{l}}+{\frac {2k}{m}}}

Il suffirait donc d'avoir changé les coordonnées du problème en X1 =x 1+x2 et X2 = x1-x2 pour entraîner le découplage : c'est une situation générale pour des oscillateurs linéaires. En choisissant les coordonnées dites "normales", le couplage s'évanouit. C'est donc une notion relative au point de vue choisi.

## Double résonance
Appelons arbitrairement (on vient de le voir) K = kl/mg, la constante de couplage.
Si l'on force le mouvement de la première masse par une force sinusoïdale F cos({\displaystyle \omega }t)
alors le mouvement x1(t) sera un mouvement sinusoïdal d'amplitude complexe x1(p) tel que :
{\displaystyle x_{1}(p)={\frac {F}{m}}{\frac {p^{2}+\omega _{0}^{2}(1+K)}{(p^{2}+\omega _{0}^{2})(p^{2}+\omega _{u}^{2})}}}
qui est un réel conformément au théorème de Foster-Tuttle, avec résonance aux deux pulsations propres et une pulsation "bouchon" (x1(t)=0 ), juste au moment où la masse m2 oscille sur cette pulsation. Celle-ci est telle que {\displaystyle \omega _{tampon}^{2}=\omega _{0}^{2}(1+K)}, x2 ayant une amplitude finie.
Cependant, les phénomènes décrits ici ne sont valables que pour de petites oscillations.